# Rosewood (serie de televisión)
Rosewood es una serie de televisión estadounidense creada por Todd Harthan, protagonizada por Morris Chestnut como el Dr. Beaumont Rosewood Jr., un patólogo privado que trabaja en Miami, Florida,  en alta demanda con aplicación de ley. La serie estrenó en Fox el 23 de septiembre de 2015. El 16 de octubre de 2015, Fox le otorgó a Rosewood una temporada completa de 22 episodios.
El 7 de abril de 2016, fue renovado para una segunda temporada que se estrenó el 22 de septiembre de 2016.
La serie fue cancelada el 9 de mayo de 2017 tras dos temporadas emitidas.

## Elenco y personajes

### Principales
- Morris Chestnut como Dr. Beaumont Rosewood, Jr.[6]
- Jaina Lee Ortiz como Det. Annalise Villa[6]
- Gabrielle Dennis como Pippy Rosewood: la hermana de Beaumont.[6]
- Anna Konkle como Tara Milly Izikoff: prometida de Pippy.[6]
- Domenick Lombardozzi como Capitán Ira Hornstock.[6]
- Lorena Toussaint como Donna Rosewood: la madre de Beaumont.[7]
- Sam Huntington como Mitchie Mendelson.[8]
- Eddie Cibrian como Capitán Ryan Slade (2.ª temporada).[9]

### Recurrentes
- Nicole Ari Parker como Kat Crawford.[10]
- Taye Diggs como Mike Boyce.[11]
- Rayna Tharani como Felicia.
- Letoya Luckett como Tawnya.
- Lisa Vidal como Daisie Villa.
- Sam Witwer como Heath Casablanca.
- Joy Bryant como Dra. Erica Kincaid.
- Tia Mowry-Hardrict como Cassie.
- Alysia Reiner como Lilian Izikoff.
- Sherri Shepherd como Dra. Anita Eubanks
- Manny Montana como Marcos Villa.

### Invitados
- Mackenzie Astin como Dr. Max Cahn[12]
- Adrian Pasdar como Dr. Derek Adoptivo.[13]
- Vondie Curtis Sala como Beaumont Rosewood Sr.[6]
- Michael Irby como Agente Giordano.[6]
- Ryan W. Garcia como IAD Agente Malcute.[6]
- Adam Butterfield como Bobby Gabootz.
- Katharine Isabelle como Naomi.
- Carla Gallo como Daisy Wick (representando su papel de la serie de TV  Bones).

## Episodios

### Temporada 1 (2015–16)
| Nro. | Título                                                                               | Director           | Guionista(s)                                     |
| ---- | ------------------------------------------------------------------------------------ | ------------------ | ------------------------------------------------ |
| 1    | «Piloto» «Pilot»                                                                     | Richard Shepard    | Todd Harthan                                     |
| 2    | «Fuego y fidelidad» «(Fireflies and Fidelity)»                                       | Timothy Busfield   | Todd Harthan                                     |
| 3    | «Hábitos y hematomas» «(Have-Nots and Hematomas)»                                    | Milan Cheylov      | Andy Berman                                      |
| 4    | «Vándalos y vitaminas» «(Vandals and Vitamins)»                                      | Eriq La Salle      | Eli Attie & John Sotos                           |
| 5    | «Necrosis y nuevos comienzos» «(Necrosis and New Beginnings)»                        | Eric Laneuville    | Nkechi Okoro Carroll                             |
| 6    | «Políticas y ponis» «(Policies and Ponies)»                                          | Michael Zinberg    | Evan Bleiweiss                                   |
| 7    | «Tetraplegia y tiempo de calidad» «(Quadriplegia and Quality Time)»                  | Terrence O'Hara    | Marqui Jackson                                   |
| 8    | «Cacería y canciones» «(Bloodhunt and Beats)»                                        | James Roday        | Andy Berman & Jameal Turner                      |
| 9    | «Desfiles y distensiones» «(Fashionistas and Fasciitis)»                             | Milan Cheylov      | Lisa Morales                                     |
| 10   | «Atresia aórtica y arte» «(Aortic Atresia and Art Installations)»                    | Millicent Shelton  | Todd Harthan & Evan Bleiweiss                    |
| 11   | «Paralíticos y prioridades» «(Paralytics and Priorities)»                            | Milan Cheylov      | Diana Mendez                                     |
| 12   | «Autopsias negativas y nuevos compañeros» «(Negative Autopsies and New Partners)»    | Sarah Pia Anderson | Marqui Jackson                                   |
| 13   | «Balística y besos» «(Ballistics and BFFs)»                                          | Vahan Moosekian    | D. Harrington Miller                             |
| 14   | «Hidrocefalia y huecos» «(Hydrocephalus and Hard Knocks)»                            | James Roday        | Nkechi Okoro Carroll                             |
| 15   | «Aterosclerosis y el truco de Alabama» «(Atherosclerosis and the Alabama Flim-Flam)» | David Crabtree     | Andy Berman & Evan Bleiweiss                     |
| 16   | «Caídas y confesiones» «(Dead Drops and Disentanglement)»                            | David Solomon      | Jameal Turner                                    |
| 17   | «Seda y silencio» «(Silkworms y Silencio)»                                           | Roxann Dawson      | Todd Harthan & Jake Zebede                       |
| 18   | «Tórax, trombosis y tríos» «(Thorax, Thrombosis & Threesomes)»                       | Ian Toynton        | Marc Halsey                                      |
| 19   | «Muerte súbita y mil tonos» «(Sudden Death & Shades Deep)»                           | David Straiton     | Marqui Jackson, D. Harrington Miller & Eli Attie |
| 20   | «Queratina y caras raras» «(Keratin & Kissyface )»                                   | James Roday        | Evan Bleiweiss & Diana Mendez                    |
| 21   | «Mentes y mujeres de Rosewood» «(Wooberite & The Women of Rosewood)»                 | Eric Laneuville    | Andy Berman                                      |
| 22   | «Besos y bombas» «(Badges & Bombshells)»                                             | Milan Cheylov      | Todd Harthan & Marc Halsey                       |

### Temporada 2 (2016–17)
| Nro. | Título                                                                            | Director          | Guionista(s)                                 |
| ---- | --------------------------------------------------------------------------------- | ----------------- | -------------------------------------------- |
| 23   | «Felicidad y fraternidad» «(Forward Motion and Frat Life)»                        | Deran Sarafian    | Todd Harthan                                 |
| 24   | «Anonimatos y asesinos silenciosos» «(Secrets and Silent Killers)»                | Deran Sarafian    | Nkechi Okoro Carroll                         |
| 25   | «Eddie y el estado de ánimo en Nueva York» «(Eddie and the Empire State of Mind)» | Eric Laneuville   | Andy Berman                                  |
| 26   | «Barcos y botines» «(Boatopsy and Booty)»                                         | Cherie Nowlan     | Marc Halsey                                  |
| 27   | «Salvia y santería» «(Spirochete and Santeria)»                                   | Michael Zinberg   | Evan Bleiweiss                               |
| 28   | «Toxina de árbol y tres historias» «(Tree Toxins and Three Stories)»              | Kenneth Fink      | Marqui Jackson & D. Harrington Miller        |
| 29   | «Lidocaina y lesiones antiguas» «(Lidocaine and Long-Term Lust)»                  | David Crabtree    | Melissa Scrivner Love                        |
| 30   | «Prosopagnosia y parientes» «(Prosopagnosia and Parrot Fish)»                     | David Rodríguez   | Jameal Turner                                |
| 31   | «Diez años y descanso en Cuba» «(Half-Life and Havana Nights)»                    | Oz Scott          | Diana Mendez                                 |
| 32   | «Huesos comidos y hermanos Panitch» «(Bacterium and the Brothers Panitch)»        | James Roday       | Andy Berman & Evan Bleiweiss                 |
| 33   | «Momias y malos momentos» «(Mummies and Meltdowns)»                               | Deran Sarafian    | Todd Harthman & Nkechi Okoro                 |
| 34   | «Asfixia y ases» «(Asphyxiation and Aces)»                                        | Vahan Moosekian   | Marc Halsey                                  |
| 35   | «Documentales y datos personales» «(Puffer Fish & Personal History)»              | James Roday       | Marqui Jackson                               |
| 36   | «El camino de vuelta y casos imposibles» «(White Matter and the Ways Back)»       | Eric Laneville    | D. Harrington Miller                         |
| 37   | «Traumatismos y temas cerrados» «(Clavicle Trauma & Closure)»                     | Kelli Williams    | Melissa Scrivner Love                        |
| 38   | «Benzodiacepina y boles de cereales» «(Benzodiazepine & the Benjamins)»           | Millicent Shelton | Eric Bleiweiss & Jake Mateo Zebede           |
| 39   | «Radiación y readaptación» «(Radiation & Rough Landings)»                         | Hanelle Culpepper | Marc Halse & Diana Mendez                    |
| 40   | «Cuentos de hadas y congelación» «(Fairy Tales & Frozen Truths)»                  | Ian Toynton       | Megan McNamara                               |
| 41   | «Juegos y justicieros» «(Naegleria & Neighborhood Watch)»                         | Gregg Simon       | Marqui Jackson & Jameal Turner               |
| 42   | «Digitalis y días de campo» «(Calliphoridae & Country Roads)»                     | David Crabtree    | Melissa Scrivner Love & D. Harrington Miller |
| 43   | «Amparo y América, América» «(Amparo & the American Dream)»                       | Vahan Moosekian   | Andy Berman & Michael Notarlie               |
| 44   | «Calor abrasador y cariño entre hermanos» «(Blistering Heat & Brotherly Love)»    | Deran Sarafian    | Todd Harthan                                 |

## Recepción
Rosewood se ha encontrado con reseñas generalmente negativas por parte de los críticos. En Rotten Tomatoes, la primera temporada tiene un índice de 7%, basada en 44 reseñas, con un índice promedio de 3.5/10. Metacritic le dio a la primera temporada de la serie una puntuación de 37 sobre 100, basada en 23 reseñas, significando "reseñas generalmente desfavorables".

### Índices de audiencia
| Temporada | Horario (ET)                                                           | Episodios | Inicio                   | Inicio                          | Final               | Final                         | Temporada televisiva | Rank | Audiencia (en millones, incluyendo DVR) |
| Temporada | Horario (ET)                                                           | Episodios | Fecha                    | Audiencia estreno (en millones) | Fecha               | Audiencia final (en millones) | Temporada televisiva | Rank | Audiencia (en millones, incluyendo DVR) |
| --------- | ---------------------------------------------------------------------- | --------- | ------------------------ | ------------------------------- | ------------------- | ----------------------------- | -------------------- | ---- | --------------------------------------- |
| 1         | Miércoles 8:00 p. m.                                                   | 22        | 23 de septiembre de 2015 | 7.54                            | 25 de mayo de 2016  | 3.50                          | 2015–16              | 74   | TBA                                     |
| 2         | Jueves 8:00 p. m. (episodios 1-9) Viernes 8:00 p. m. (episodios 10-22) | 22        | 22 de septiembre de 2016 | 3.65                            | 28 de abril de 2017 | 2.96                          | 2016–17              | TBA  | TBA                                     |